# Cantón Puerto López
Puerto López es un cantón de la provincia de Manabí en Ecuador, tiene una población de 20.451 habitantes.  Su cabecera cantonal es la ciudad de Puerto López. El cantón es famoso por el avistamiento de ballenas.  Dentro del cantón se encuentra el parque nacional Machalilla.

## Extensión y límites
Puerto López tiene una extensión de 420 km². Sus límites son:
- Al Norte y este con el Cantón Jipijapa.
- Al sur con la provincia de Santa Elena.
- Al oeste con el Océano Pacífico.

## División política
Puerto López se divide en tres parroquias:

### Parroquias urbanas
- Puerto López (cabecera cantonal)

### Parroquias rurales
- Puerto Machalilla
- Salango

## Unidades administrativas de planificación
De acuerdo al Decreto Ejecutivo n.º 357, publicado en el Registro Oficial n.º 205 del 2 de junio de 2010 (Zonas) y al Registro Oficial N°290 del 28 de mayo de 2012 (Distritos y Circuitos) establece: 
Zonas administrativas de planificación: están conformadas por provincias. Cada zona está constituida por distritos y estos a su vez por circuitos. Desde este nivel se coordina estratégicamente las entidades del sector público, a través de la gestión de la planificación para el diseño de políticas en el área de su jurisdicción. 
Distrito administrativo de planificación: Unidad Territorial para la prestación de servicios públicos, que coincide con el cantón o unión de cantones y articula las políticas de  desarrollo del territorio, dentro del cual se coordinará la provisión de servicios para el ejercicio de derechos y garantías ciudadanas.
Circuito administrativo de planificación: Unidad Territorial local conformada por el conjunto de establecimientos dedicados a la prestación de servicios públicos en un territorio determinado dentro de un distrito, articulados entre sí a través de los servicios  que ofertan. 
El cantón de Puerto López forma parte de la Zona 4 de Planificación y corresponde al Distrito 13D03